# Charlotte Beradt
Charlotte Beradt, née Charlotte Aron en 1907 à Forst (Lausitz) en Allemagne et morte le 15 mai 1986 à New York, est une journaliste et publicitaire allemande, connue notamment pour ses écrits sur les rêves durant la période nazie.

## Vie et œuvre
Charlotte est la fille de Victor Leo Aron et Margarethe Behrend, des juifs très aisés qui quittent le Brandebourg pour s'installer à Berlin alors que Charlotte n'a que 5 ans. À dix-huit ans, elle travaille dans une maison d'édition Fischer Verlag puis comme dactylographe chez l'écrivain et juriste Martin Beradt.
En 1924, elle épouse Heinz Pollak (Heinz Pol), un journaliste communiste avec qui elle traduira Bonjour l'Europe, de Charlie Chaplin. Séparé en 1928, le couple divorce en 1933. Inquiétée par la police au moment de l'incendie du Reichstag, elle part se réfugier chez Martin Beradt, qu'elle finira par épouser en 1938. Confrontés à l'antisémitisme du régime hitlérien, ils s'exileront d'abord en Angleterre en 1939 puis aux États-Unis en 1940. Là, elle devient coiffeuse dans le quartier juif de New York.

### Rêver sous le IIIe Reich
À partir de 1933, Charlotte Beradt interroge des allemands issus de divers milieux socio-professionnels et leur demande de leur raconter leur rêve. Elles considèrent ces rêves, qu'elle conserve un temps dans les livres de sa bibliothèque avant de les expédier hors d'Allemagne où les récupère après son exil en 1940, comme politique car ils peuvent être interprétés par le régime nazi comme des « contes atroces » (Greuelmärchen), une forme de propagande. Pour elle, ils sont une forme caractéristique de l'emprise que peut avoir un régime autoritaire sur l'esprit des gens : l'assujettissement. On y voit que les membres haut placés du parti nazis y font de récurrentes apparitions tout comme l'idée de surveillance permanente.
Une partie de ces rêves (elle en a recueilli plus de 300 entre 1933 et 1939) sont publiés pour la première fois en 1943 dans le journal Free World sous le titre « Dreams under dictatorship ». Vingt ans plus tard, en 1965, elle est invitée par l'écrivain Karl Otten à venir en parler pendant une émission de la radio ouest-allemande intitulée « Rêves de terreur ». Cette émission la poussera à en faire un livre publié un an plus tard en Allemagne.
En 1968, l'ouvrage est traduit en anglais sous le titre The third Reich of Dreams avec une préface de Bruno Bettelheim.

## Dans la fiction
- Dans le film Hannah Arendt (2013), son rôle est joué par Victoria Trauttmansdorff (en).